# كريستوفر إدغار
كريستوفر إدغار (بالإندونيسية: Christopher Edgar)‏ هو مغني إندونيسي، ولد في 22 ديسمبر 2002 في باندونغ في إندونيسيا.